# 松本紀保
松本 紀保（まつもと きお、1971年10月15日 - ）は、日本の女優である。本名は川原 紀保子（かわはら きおこ、旧姓：藤間）。

## 人物
東京都出身。白百合学園小学校、白百合学園中学校・高等学校を経て女子美術大学短期大学卒業。日本舞踊松本流の名取で「松本幸紀」の名を持つ。
二代目松本白鸚の長女で、父の代表作『ラ・マンチャの男』の主人公であるドン・キホーテから命名された。弟は十代目松本幸四郎、妹は松たか子、義弟（妹の夫）はギタリスト・音楽プロデューサーの佐橋佳幸。叔父は二代目中村吉右衛門。
2012年6月26日、俳優の川原和久と結婚。同年10月29日に披露宴を行った。
父や妹とは、下記の舞台である『ラ・マンチャの男』で共演している。また、弟も含めて一家4人で下記の『竜馬がゆく』に出演したこともある。また、父の『アマデウス』、『ラ・マンチャの男』公演で数回演出助手として参加する。

## 出演

### テレビドラマ
- 明日を抱きしめて（2000年、よみうりテレビ） - 田所加奈 役
- 竜馬がゆく（2004年、テレビ東京） - 武市富子 役
- それからの日々（2004年、テレビ朝日） - 花屋の店員 役
- 信長の棺（2006年、テレビ朝日）
- 金曜プレステージ
  - 「浅見光彦シリーズ42」（2011年） - 高橋久美子 役
  - 「浅見光彦シリーズ44」（2012年） - 須賀幹子 役
- 警視庁捜査一課9係（2017年、テレビ朝日） ‐ 津村燎子 役
- THE GOOD WIFE / グッドワイフ 第2話（2019年、TBS） - 曽野節子 役

### 映画
- 四月物語
- コンプリシティ/優しい共犯 監督/脚本　近浦啓

### 舞台
- チェンジリング
- 夏ホテル
- マトリョーシカ
- ヴァニティーズ
- マトリョーシカ
- ラ・マンチャの男（2000年 - 2002年、2012年） - アントニア 役
- シェークスピア・ソナタ
- 艶は匂へど…
- A Bright New Boise（2024年） - ポーリーン 役[7]
- 世界、（2024年）[8]
- 燃える花嫁（2025年）[9]
- 十二夜（2025年上演予定）- アントーニオ 役[10]

### バラエティ
- 土曜元気市（1997年、NHK）※司会
- 街浪漫 奥浜名湖ハートフルメモリー（2007年、静岡朝日テレビ）